# 122e régiment d'infanterie (France)
Pour les articles homonymes, voir 122e régiment.
Le 122e régiment d'infanterie (122e RI) est un régiment d'infanterie de l'Armée de terre française. Il est créé sous la Révolution sous le nom de 122e demi-brigade de première formation.

## Création et différentes dénominations
- 1794 : création de la 122e Demi-Brigade de Bataille, à partir du 2e bataillon du 61e régiment d'infanterie, auquel sont associés les 6e et 7e bataillons de volontaires des Cotes-Maritime, puis par en 1795 2e et 3e bataillons de volontaires de la Haute-Garonne.
- 1796 : versée dans la 57e Demi-Brigade d'Infanterie de Ligne
- 1809 : création du 122e Régiment d'Infanterie de ligne à partir des 3e et 4e bataillons de la 3e légion de réserve, du 4e bataillons de la 4e  légion de réserve et l'entière 5e légion de réserve.
- 1815 : dissolution du 122e RI
- 1870 : formation du 122e régiment d'infanterie de ligne, à partir du 22e régiment de marche
- 1871 : dissolution du 122e régiment d'infanterie de ligne
- 1872 : formation du 122e régiment d'infanterie de ligne à partir du 9e régiment d'infanterie provisoire
- 1887 : renommé du 122e régiment d'infanterie
- 1914 : à la mobilisation, il met sur pied son régiment de réserve, le 322e Régiment d'Infanterie
- 19
- 1939 : recréé
- 1940 : dissolution

## Chefs de corps
- 1794 : Chef de brigade Pierre Macon (*)
- 1809 : Colonel Nicolas Gruardet
- 1811 : Colonel Jean-François Louis d'Orsay (**)
- 1814 : Colonel Boussiglio
- ... : Colonel Baudart (Auguste Achille), au 122e de ligne, décédé à Montpellier le 15 décembre 1898, était né à Aure (Ardennes) le 16 novembre 1844, d’une famille de cultivateurs[1].
- 1902 : Colonel François Eugène Mercier
- 1905 : Colonel Louis Joseph Margueron (Général en 1910, Mort pour la France en 1917)
- 1910 :
- 1916 : Colonel Frich.
- 1940 : Lieutenant-Colonel Rolland.
- 1993-1994 : lieutenant-colonel Georges Rivieccio
- 1994-1995 : lieutenant-colonel Alain Lacorne (futur général)
- ...1996 : Lieutenant-colonel Alcade
- 2000 2002 :Lieutenant-colonel Bancel
- 2004 : Colonel Monbelli-Valloire

## Historique des garnisons, combats et batailles du122eRIde ligne

### RévolutionetEmpire
- 1794 :
  - Figuières
- 1795 :
  - Roses
- 1796 :
  - Loano
- 1809 :
  - La Corogne,
  - Ferrol,
  - Lahonzo,
  - Oporto
- 1810 :
  - Puentos los Fieros
- 1811 :
  - Arapiles
  - Bilbao

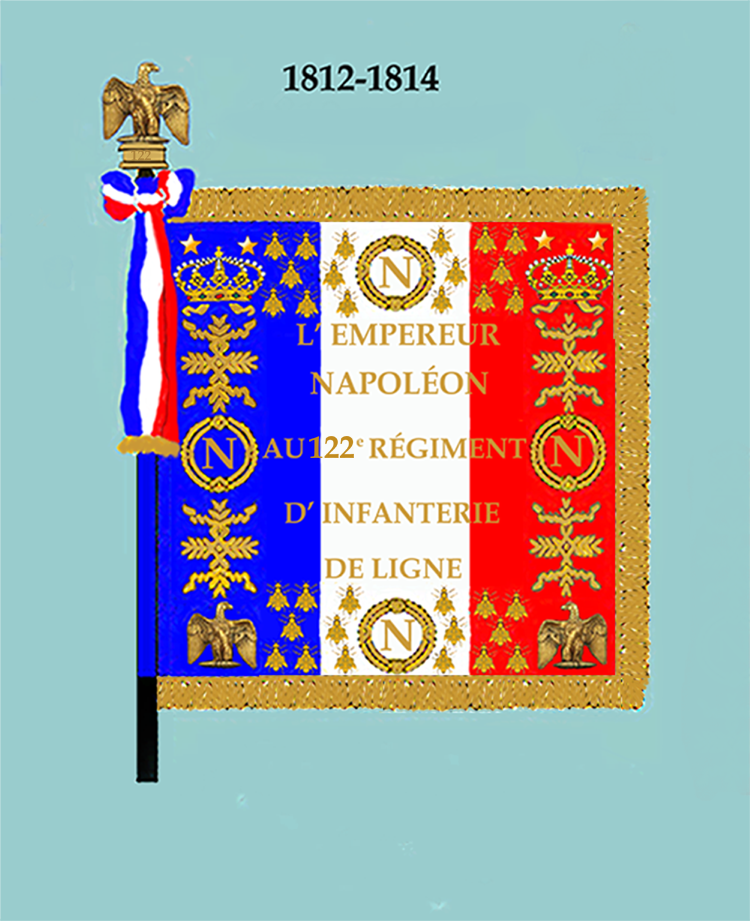
Drapeau modèle de 1812 (avers)
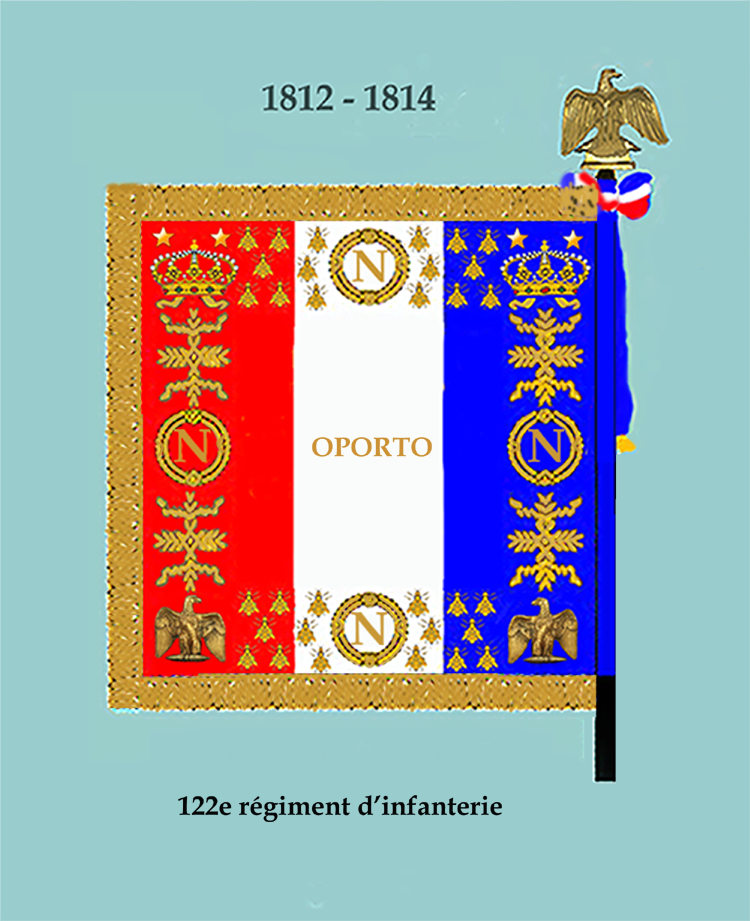
Drapeau modèle de 1812 (revers)

- 1812 :
  - Estepar,
  - Osma,
  - Subijana de Morillas,
  - Vittoria,
  - Pampelune,
  - Bidassoa
- 1813 : Campagne d'Allemagne
  - Lützen,
  - Wurschen,
  - Falkenheim,
  - Zinwald,
  - Mockern,
  - 16-19 octobre : Bataille de Leipzig
  - Hocheim
- 1814 Campagne de France (1814)
  - Nogent,
  - Valjouan,
  - Montereau,
  - Mery,
  - Fontvannes,
  - Bar-sur-Aube,
  - Craonne,
  - Arcis-sur-Aube,
  - Saint-Dizier.

Le régiment est dissous en 1815 et n'est pas recréé avant 1870.

### Guerre de 1870-1871

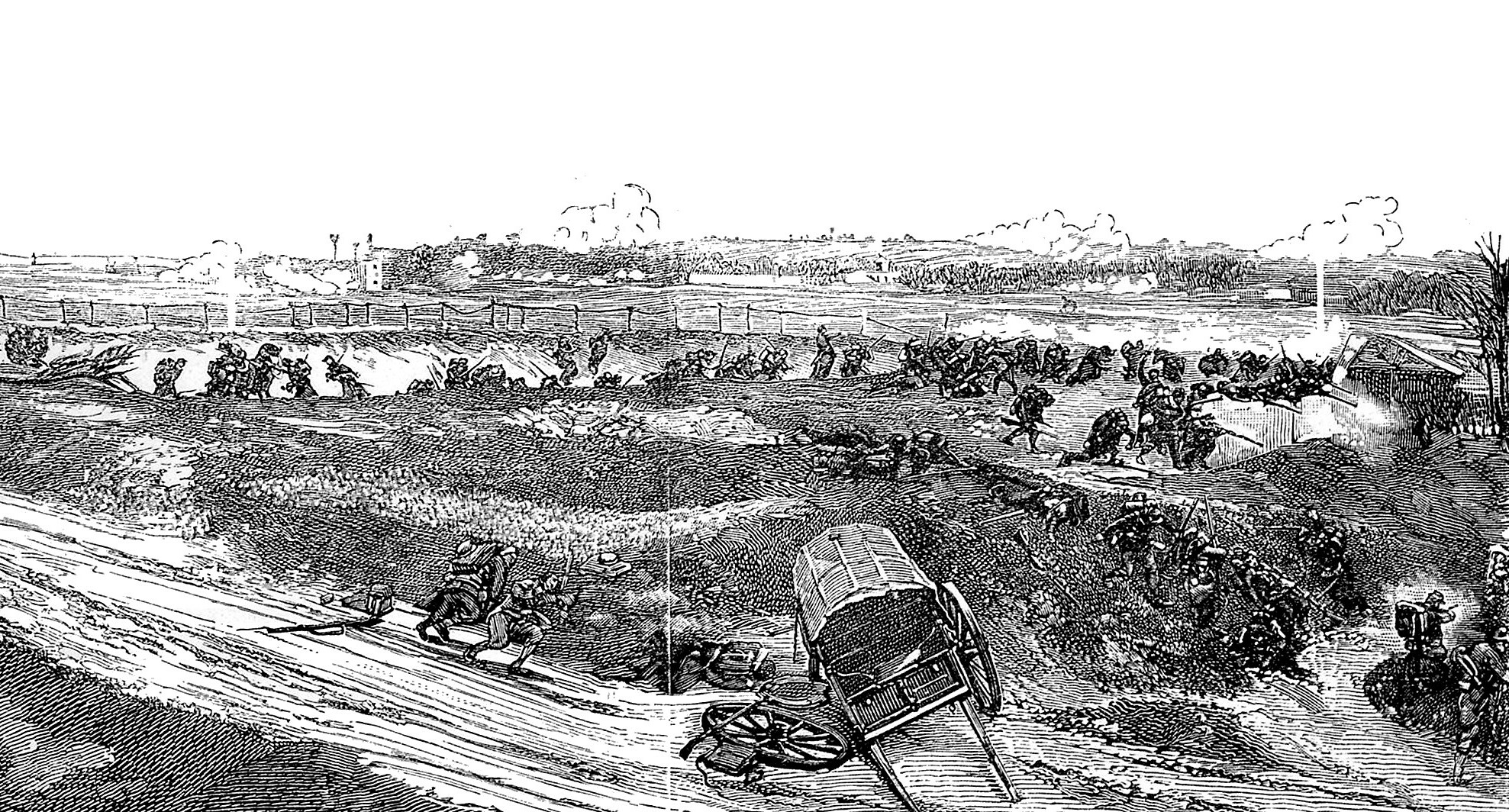
L'action du au sud-ouest de Villiers sur une gravure tirée du panorama La Bataille de Champigny : à gauche le colonel de la Monneraye est tué sur son cheval, à droite les tirailleurs du repoussent des Poméraniens.

Le 22e régiment de marche est recréé le 24 août 1870 en regroupant les IVe bataillons des 72e, 76e et 99e régiments de ligne. Le régiment est affecté à la 2e division du 14e corps d'armée. Le 28 octobre 1870, le 22e de marche est renommé 122e de ligne.
Il participe au siège de Paris. Le 6 novembre, il passe à la 1re division du 1er corps de la 2e armée de Paris. Il se distingue lors de la bataille de Champigny mais il perd 27 officiers dont son colonel et 200 hommes,. Après cette bataille, il passe à la réserve de la 2e armée de Paris. Lors de la reddition de Paris le 29 janvier 1871, les 36 officiers et 1 447 sous-officiers et hommes de troupe du régiment sont capturés par les Allemands. Lors du siège, le régiment a perdu au total 32 officiers et 627 soldats. Le 122e de ligne fusionne en mars 1871 dans le 22e de ligne.

### De 1871 à 1914
Le 21 avril 1871 , le 9e régiment d'infanterie provisoire est créé à Cambrai avec divers éléments des régiments rentrant de captivité. Par décret du 4 avril 1872, le 9e régiment d'infanterie provisoire est renommé 122e régiment d'infanterie de ligne. Il part réprimer la révolte de Mokrani en Kabylie.
Lors de la réorganisation de 1873, le régiment est affecté à la 61e brigade de la 31e division d'infanterie nouvellement créée au sein du 16e corps d'armée.
- 1878 à 1894 : en garnison à la caserne des Minimes de Montpellier
- Le 4e bataillon du 122e de ligne participe à la conquête de la Tunisie[15].
- 1913 en garnison à Rodez

### Première Guerre mondiale

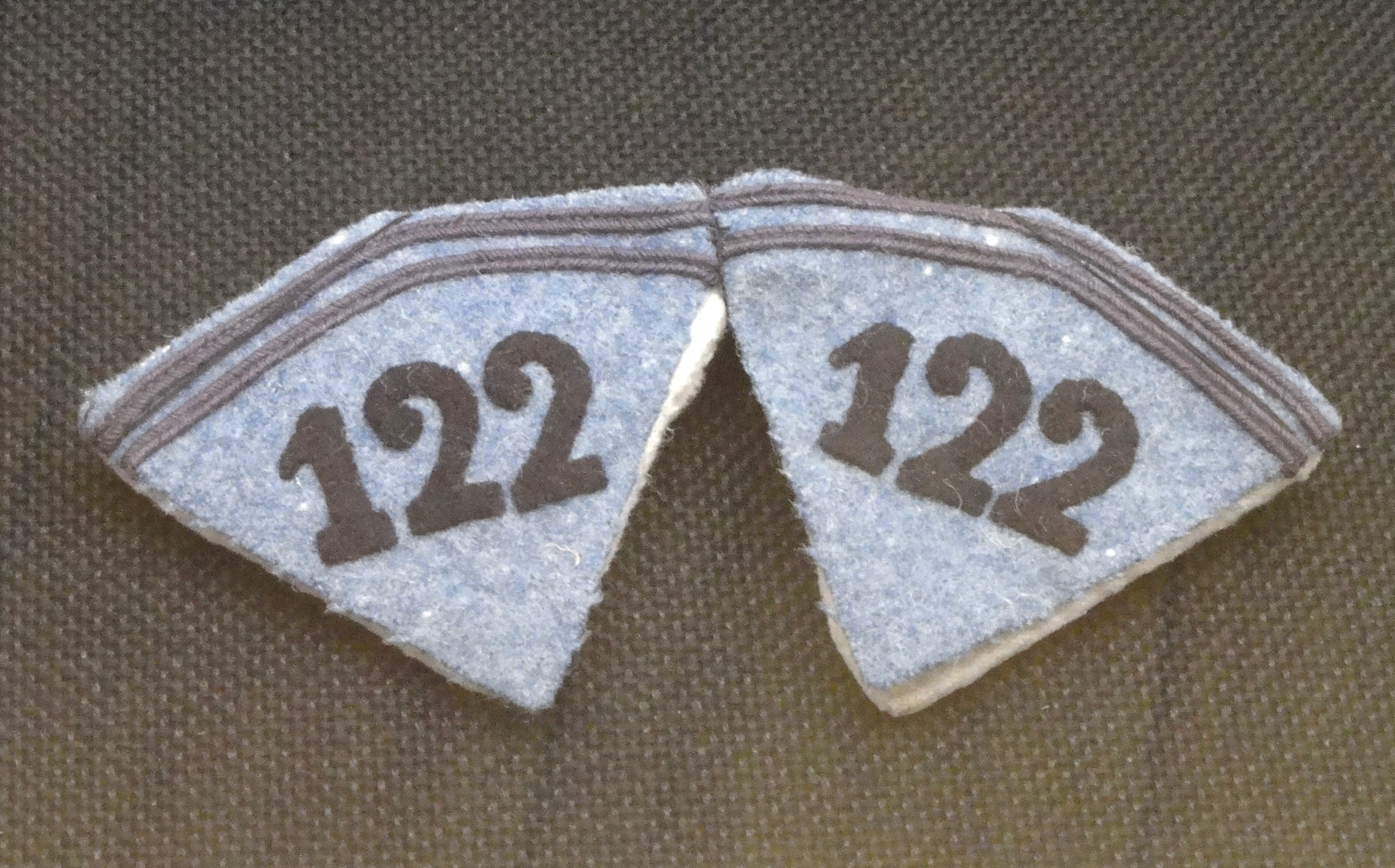
Pattes de col du conservées dans un musée de Kansas City.

Casernement: Rodez à la 62e brigade d'infanterie, 31e division d'infanterie d'août 1914 à novembre 1918, 16e Corps d'Armée.

#### 1914
- Bataille de Morhange
- Les victoires de Lorraine : Trouée de Charmes, Gerbévillers
- Batailles des Fletres et de Belgique : Poelcapelle, Zillebecque

#### 1915
- 25 septembre-6 octobre : seconde bataille de Champagne : Beauséjour, Tahure, Souain

#### 1916
- Bataille de Verdun - Reprise des Forts de Douaumont et de Vaux: Thiaumont

#### 1917
- Verdun : le Mort-Homme (20 août)

#### 1918
- Locre (29 avril)
- Aisne : Massif de Saint-Gobain, Mortiers

### Seconde Guerre mondiale
- 1940 fait partie de la 32e Division d'Infanterie dans la Ire Armée du général Blanchard. Région Militaire, Centre Mobilisateur d'infanterie, CMI 161 Rodez.

### De 1945 à nos jours
L'ancien 122e régiment d'infanterie a laissé place en 1985 au centre d'entraînement de l'infanterie au tir opérationnel (CEITO) (qui a repris ses traditions et son nom. Le camp national du Larzac est aujourd'hui la vitrine européenne du savoir-faire français en matière d'évaluation au tir opérationnel[réf. nécessaire].
Le CEITO est organisé autour de la Direction de l'Entraînement et des Évaluations au Tir Opérationnel (DEETO), qui gère la mission majeure du centre. Afin de l'assister dans cette mission, le centre comporte une compagnie de soutien qui regroupe tout le personnel travaillant dans les services responsables des domaines suivants : les ressources humaines, l'administration et la comptabilité, l'informatique, le soutien technique (mécanique…), l'entretien de l'infrastructure, la restauration, la cynotechnie, le combat d'infanterie, la sécurité incendie, le paramédical.
Matériel (spécifique CEITO) :
600 cibles mobiles (sur rail et/ou télécommandées), réseau informatique d'évaluation des tirs sur des parcours d'entraînement (3 200 ha), possibilités de tirs missiles, tirs de nuit, etc.
En 1996, plus de 100 militaires du 122 RI/CEITO participent à une battue au loup sur le plateau du Larzac. Cette opération très médiatisée (couverture locale et nationale des médias) et ordonnée par le préfet a mobilisé d'importants moyens civils et militaires. Un hélicoptère et un tireur d'élite du GIPN de BORDEAUX ont même été engagés. Le loup fut aperçu et tiré, sans succès. Le rôle des militaires, revêtus de chasubles orange, était de faire les rabatteurs en direction des positions de tir à l'affût. Quelques mois plus tard, le loup a été retrouvé mort sans que l'on connaisse vraiment les causes (mort d'épuisement ou empoisonnement furent avancés).
En 2016, le CEITO/122e Régiment d'infanterie est dissous et le CEITO devient "CEITO/13e Demi-brigade de Légion étrangère", rattaché à cette dernière qui s'est installée sur le camp du Larzac à l'issue de son rapatriement des Émirats arabes unis.
Il est ensuite transféré au camp de Canjuers.

## Drapeau
Il porte, cousues en lettres d'or dans ses plis, les inscriptions suivantes :
- Oporto 1809
- Arapiles 1812
- Lützen 1813
- Kabylie 1871
- Ypres 1914
- Mort-Homme 1917[18]
- La Serre 1918

## Décoration
La cravate du drapeau est décorée de la croix de guerre 1914-1918 avec deux citations à l'ordre de l'armée puis une à l'ordre de la division.
Le 122e RI a le droit au port de la fourragère aux couleurs du ruban de la croix de guerre 1914-1918.

## Personnalités ayant servi au122eRI
- Jean-Étienne Bartier, chef de brigade en 1796
- Pierre Macon, chef de brigade en 1795-1796
- Jean-François Louis d'Orsay, colonel en 1811
- Hippolyte Madelor, lieutenant-colonel en 1877
- Jules Battesti, sous-lieutenant en 1879
- Gustave-Paul Fraisse, sous-lieutenant en 1883
- Paul Valéry y sert comme volontaire entre 1892 et 1894[réf. souhaitée]
- Achille Deffontaines, lieutenant-colonel en 1908
- Alphonse Georges, chef de bataillon en 1914

## Sources et bibliographie
- Bibliographie fournie par le musée du château de Vincennes.
- Victor Belhomme, Histoire de l'infanterie en France, t. 5, Henri Charles-Lavauzelle, 1902 (lire en ligne).
- Émile Mignot de Lyden, Nos 144 régiments de ligne,  Paris, librairie illustrée, 1888 (BNF 34076285, lire en ligne), « 122e régiment », p. 458-461.
- Serge Andolenko, Recueil d'historiques de l'infanterie française, Eurimprim, 1969.
- « Parcours et historique des régiments d'infanterie durant 1914-1918 : nos 100 à 149 », sur chtimiste.com.